# Frictiewerkloosheid
Frictiewerkloosheid is dat deel van de werkloosheid dat veroorzaakt wordt door fricties op de arbeidsmarkt. Het is een van de meest voorkomende types van werkloosheid. Simpel gezegd duidt dit type werkloosheid op een periode van werkloosheid tussen twee jobs. Er wordt bijvoorbeeld dus gezegd dat iemand frictioneel werkloos is wanneer een persoon een bepaalde tijd niet actief tewerkgesteld is, omdat deze persoon zijn ene job stopte om een andere te kunnen beginnen maar daartussen even moet wachten. 
Fricties (wrijvingen) tussen vraag en aanbod zijn onvermijdelijk bij een markt die zo complex is als de arbeidsmarkt. Arbeid is heterogeen: een aanbieder van arbeid kan niet willekeurig welke arbeid verrichten. Opleiding en ervaring zijn bepalend, en evenzo de persoonlijke eigenschappen van de aanbieder en de karakteristieken van het werk. Daarbij zijn partijen voortdurend op zoek, omdat ze niet over volledige informatie beschikken en trachten een resultaat te bereiken dat zo veel mogelijk tegemoetkomt aan hun wensen. Er gaat tijd overheen voordat men tot een arbeidsovereenkomst komt, als dat al mogelijk is. Het verschijnsel dat er werkloosheid voorkomt terwijl er toch voldoende vraag naar arbeid lijkt te zijn, is dus een normaal onderdeel van het functioneren van de arbeidsmarkt.

## UV-relatie
Het gelijktijdig voorkomen van werkloosheid en vacatures (openstaande vraag) kan tot uitdrukking worden gebracht in een wiskundige formule: de UV-relatie, waarbij U staat voor unemployment (werkloosheid) en V voor vacancies (vacatures). Dit is een curve in de vorm van een hyperbool (U x V = constant) of een vergelijkbaar functioneel verband: naarmate de een toeneemt zal de ander dalen, maar nooit tot nul. Als de arbeidsmarkt ruimer of krapper wordt, vindt een beweging langs de UV-curve plaats. Factoren die de frictie op de arbeidsmarkt beïnvloeden verschuiven de curve.
De exacte formule kan expliciet door aggregatie worden afgeleid van een kansverdeling van deelmarkten, zoals de normale verdeling of de Weibull-verdeling. De laatste heeft de hyperbolische UV-relatie als bijzonder geval. Deze formules zijn toegepast in twee modellen van de Nederlandse economie, AMO-K (Weibull-verdeling) en FREIA (normale verdeling).
De frictiewerkloosheid is maximaal als werkloosheid en vacatures in evenwicht zijn: alle werkloosheid is dan frictiewerkloosheid. Zodra er aanbodoverschot ontstaat, is er ook conjuncturele werkloosheid. De ligging van de UV-curve blijkt door de jaren heen vrij constant te kunnen zijn, maar is ook beïnvloedbaar.

## Overheidsbeleid
De overheid zoekt naar manieren om de fricties te beperken. Een van de mogelijkheden is het doorzichtiger maken van de markt. Op een transparante markt zijn de vragers en aanbieders goed op de hoogte van elkaars kwaliteiten en verlangens.
Op de arbeidsmarkt kan de transparantie worden verbeterd door de werkzoekende sneller en beter te informeren over de vacatures die bij hem passen; omgekeerd kan de vrager sneller en vollediger op de hoogte worden gebracht van het beschikbare aanbod.
Zo kan de zoektijd worden teruggebracht.
Volgens onderzoek is de hoogte van de wig - het verschil tussen de loonkosten voor de werkgever en nettoloon dat de werknemer ontvangt - sterk van invloed op het functioneren van de arbeidsmarkt. Ander onderzoek wijst op het belang van scholing.
Verplaatsing van economische activiteiten, om de regionale verschillen te verkleinen, kan eveneens de fricties op de nationale arbeidsmarkt verkleinen. Een voorbeeld van zulk spreidingsbeleid is de verhuizing van het hoofdkantoor van de PTT naar Groningen.